# The Level Club
Le Level Club est un immeuble d’habitation de style Art déco néo-roman situé au 253 West 73rd Street, entre Broadway et West End Avenue, dans l’Upper West Side, à New York (Manhattan).  

## Historique
En 1919, un groupe de francs-maçons, The Levelers, constitue sa propre association, The Level Club, et entreprend la construction d’un club-house destiné à l ‘accueil de ses membres .
Les architectes sont Clinton & Russell, Wells, Holton & George. 
L’immeuble, construit entre 1925 et 1927, est inauguré le 12 novembre 1927. 
En 1929 survient la crise boursière. L’immeuble change alors à plusieurs reprises de propriétaires, est transformé en hôtel (The Riverside Plaza) puis en centre de désintoxication. 
Depuis 1984, le Level Club est un luxueux condominium, c’est-à-dire une copropriété. 
Le 9 avril 1984, le Level Club est inscrit au Registre national des lieux historiques.

## Description
Comptant 350 chambres, le Level Club comporte à son ouverture un vaste hall d’entrée, une grande salle à manger, un auditorium de 1500 places, une piscine de taille olympique, un gymnase, un bowling et un jardin sur le toit.
L’immeuble est notamment remarquable par la décoration de sa façade, comprenant de nombreux symboles maçonniques (œil omniscient, ruche, sablier, équerre et compas).

## Personnalités liées au Level Club
- La chanteuse Patti Smith s’y est produite en 1974, quand l’immeuble était un hôtel : le Riverside Plaza Hotel[5].